# 绒叶印度崖豆
绒叶印度崖豆（学名：Millettia pulchra var. tomentosa）为豆科崖豆藤属下的一个变种。

## 扩展阅读
- 維基物種上的相關：绒叶印度崖豆